# Mile Smodlaka
Mile Smodlaka (Split, 1. siječnja 1976.), bivši je hrvatski vaterpolist, visok 198 centimetara i težak 115 kilograma. Bivši je pomoćni trener Hrvatske vaterpolske reprezentacije. 
Trenutno je trener Vaterpolski klub Jadran iz Splita. 

## Igračka karijera
Igrao je  za Vaterpolski klub Jadran iz Splita, na poziciji centra, nakon što je nakon 12 godina u sezoni 2009./10. napustio dubrovački Jug. Jednu sezonu odigrao je u Kotoru za Vaterpolo akedmiju Cattaro s kojom je osvojio LEN kup. Nastupio je 161 put za hrvatsku vaterpolsku reprezentaciju. Sudjelovao je na Olimpijskim igrama 2000. i 2004. Osvojio je dvije srebrne medalje na Europskim prvenstvima 1999. u Firenzi i 2003. u Kranju. Osvojio je zlatnu medalju na Svjetskom prvenstvu u Melbourneu 2007. Bio je jedan od ključnih igrača na SP. Dobitnik je Državne nagrade za šport "Franjo Bučar" 2005.
Jedan je od najboljih igrača Vaterpolskog kluba Jug u povijesti u čijoj je kapici osvojio 2 naslova prvaka Europe, Kup LEN i europski Superkup. Osvojio je 7 naslova prvaka Hrvatske i 7 kupova Hrvatske, kao i prvo izadnje Jadranske lige.
Peterostruki je dobitnik Večernjakove nagrade Hrvatski vaterpolist godine.